# 印西市立本埜第二小学校
印西市立本埜第二小学校（いんざいしりつ もとのだいにしょうがっこう）は、かつて千葉県印西市笠神にあった公立小学校。

## 概要
学校の周辺は印旛沼の水を利用した稲作が盛んな田園地帯である。冬になると近くの田んぼに1000羽をこえる白鳥が飛来する。

## 沿革
（この節の出典）
- 1873年（明治6年）3月 - 監新田の蜜蔵院を仮校舎に定め、将監小学校が創立。児童50名、教師１名。
- 1891年（明治24年）12月 - 埜原村松木新田20番地に校舎を新築。村立埜原尋常小学校と改称。
- 1912年（大正2年）4月 - 埜原村と本郷村が合併し、本埜村が発足したのにともない、本埜村立本埜尋常小学校と改称。（児童数141名）
- 1922年（大正11年）12月 - 笠神1745番地に新校舎建築起工式。（児童数161名）
- 1923年（大正12年）5月 - 現在地に校舎を新築、移転。
- 1941年（昭和16年）4月 - 本埜村立本埜第二国民学校と改称。
- 1947年（昭和22年）4月 - 本埜村立本埜第二小学校と改称。（児童数332名）
- 2010年（平成22年）3月 - 本埜村が印旛村とともに印西市に編入したのにともない、印西市立本埜第二小学校と改称。
- 2019年（平成31年）3月 - 本埜第一小学校と統合し本埜小学校が開校したのにともない、閉校。

## 学区
笠神の一部、1区の一部、2区、3区、和、4区、5区、6区、7区

## 進学
- 印西市立本埜中学校